# 劇団電動夏子安置システム
電動夏子安置システム（でんどうなつこあんちシステム）は日本の劇団。主宰竹田哲士作・演出の「丸の内MENTHOL」で2000年に旗揚げ。東京を拠点に活動する。劇団事務所の所在地は東京都新宿区。通称電夏、またはdna-system。

## 概要
2000年6月に結成。明治大学演劇研究部にて6作品を執筆、うち数本を演出する主宰・竹田哲士を中心に、同部引退有志により発足。以後、ワークショップなど公演外活動を経てスタッフ・キャストを募り、同年11月、旗揚げ公演に至る。
演劇という表現手段の中から娯楽性を重視し、限りなく万人が共感できる『笑い』を探し出して提供できる喜劇の創造を目指す。 「喜劇＝笑える悲劇」の理念の下、公演においては、存在しないようでいて確実に有る笑いの方法論から「シチュエーション」に着目し、理不尽な制約やルールに縛られた非現実的な状況下で翻弄される登場人物たちの、必死の抵抗と報われなさを描く事で笑いを生み出す。 時に物語性や情感を排除してまで、一つの笑いを生み出すために論理を積み重ねて導き出す手法は「ロジカル・コメディ」と称される劇団独特の作風となる。

## メンバー
- 竹田哲士（主宰）
- 渡辺美弥子（「竹田こもちこんぶ」の名でお笑い芸人、TikTokerとしても活動）
- 小原雄平
- じょん
- 高松亮
- 道井良樹
- 澤村一博
- なしお成
- 岩田裕耳
- 添野豪
- 横島裕
- 新野アコヤ
- 古場田良子(音響)

## 公演リスト
1. 001 丸の内MENTHOL#022 深情さびつく回転儀
2. 002 霜降りが融けるまで
3. 003 マブシクテキライ
4. 004 月と真珠の喋り方
5. 005 Performen
6. 006 Belle Epoque
7. 007 LOVE PARADE
8. 008 職業欄俳優
9. 009 Performen弐
10. 010 Better Half
11. 011 劣情もよおす六面体
12. 012 煽動屋合戦
13. 013 Performen参
14. 014 恋情しみつく赤絨毯
15. 015 抜かりない奴らに、ジレンマ。
16. 016 ЖeHopмan
17. 017 或ルゴリズム
18. 018 笑うフレゴリ
19. 019 笑う通訳
20. 020 そのどちらかは、笑わない。
21. 021 Performen IV～Inferno～
22. 022 深情さびつく回転儀
23. 023 PerformenV ～Purgatorio～
24. 024 ЖｅНормаn【シャハマーチ下北盤】 ЖｅНормаn【シャハマーチ池袋盤】
25. 025 PerformenVI 〜Paradiso〜
26. 026 また悪だくみをしているのね
27. 027 君には頭がさがる【グリーンフェスタ2012　FESTA賞及びBASE THEATER賞受賞】
28. 028 檻の中にいるのはお前の方【シアターグリーン三館同時上演】
29. 029 机の上ではこちらが有利【シアターグリーン三館同時上演】
30. 030 随分と線引きの甘い地図【シアターグリーン三館同時上演】

## 番外公演
1. APPL01 参人芝居 ナブリ
2. APPL02 Merci
3. APPL03 Televisione Channel 7
4. APPL04 品川宿岩門屋怪談
5. APPL05 CM Award!
6. APPL06 Something four
7. APPL07 Performen零
8. APPL08 Better Half
9. APPL09 ЖeНромаn【体験版】
10. APPL10 コイツらありき
11. APPL11 笑う通訳~Laugh'in Interpreter~
12. APPL12 Mr.&Mrs. Takamatsu

## 受賞歴
- 2012年

　グリーンフェスタ　FESTA賞及びBASE THEATER賞受賞「君には頭が下がる」
- 2013年

　黄金のコメディフェスティバル参加「EZ」 最優秀脚本賞　優秀俳優賞(渡辺美弥子)
- 2014年

　40minutes 第一位「召シマセ腹ヲ」

## テレビジオーネシリーズ
過去行われていた一ヶ月に一回の簡単なコント公演
現在停止中、復活見込みなし。